# Кошмар на улице Вязов (комиксы Innovation)
Серия комиксов «Кошмар на улице Вязов» была создана творческой командой художников и сценаристов издательства Innovation на основе образов и героев киносериала «Кошмар на улице вязов», созданного Уэсом Крэйвеном при участии киностудии New Line Cinema. В 1991 году, когда были выпущены комиксы, издательство близко сотрудничало со студией New line, поэтому события этих трёх серий можно считать каноничными для вселенной всего сериала.

## Фредди мёртв: Последний кошмар
Первой серией стала коллекция из 3 выпусков, являющихся адаптацией шестого фильма «Фредди мёртв. Последний кошмар». Некоторое время спустя было выпущено подарочное издание всех 3 выпусков с 3-D очками в подарок. Автор сюжета — Рэйчел Талалэй (англ. Rachel Talalay). Сценарий — Майкла Дэ Лука (англ. Michael De Luca). Адаптация — Энди Менгельса (англ. Andy Mangels), обложка — Майка Уэзерби (англ. Mike Witherby) и Робба Фиппса (англ. Robb Phipps).
Фильм и комиксы рассказывают о том, как последний выживший подросток Спрингвуда оказывается в соседнем городке. Он не помнит ровным счётом ничего о том, кто он и откуда. Мэгги Бэрроуз, работающая в приюте для подростков, решает помочь юноше, которого все называют привычным в таком случае именем Джон Доу. Случайно оказавшись в Спрингвуде вместе с тремя оболтусами из приюта — Карлосом, Спенсером и Трейси, Мэгги постепенно понимают, что Джон — последний из детей этого города. Да и сама Мэгги сталкивается со своим шокирующим прошлым, когда решает понять смысл своих ночных кошмаров, в которых некий мужчина на её глазах убивает свою жену…

## Кошмар на улице Вязов: Начало
Последней серией комиксов стала «A Nightmare On Elm Street: The Beginning». Планировалось, что выпусков будет 3, хотя первоначально по задумке Энгельса частей должно было быть 4. События этой серии происходят сразу же после событий фильма «Фредди мёртв: последний кошмар». Мегги продолжает видеть кошмары о своём отце. Вместе с Трейси она возвращается в Спринвуд, где узнаёт о том, как умер её отец. После закрытия Innovation Comics Энди Менгельс (Andy Mangels) опубликовал сценарий последней, третьей, а также четвёртой частей сериала на своём сайте.

### Выпуск №1
#1. «Тёмные гены, часть 1: Забудь то, что следует забыть» (англ. Dark Genesis: Remembrances Of Things Best Forgotten) 
Мегги всё ещё мучают кошмары, но Фредди нет в них, хотя она чувствует, что мгновения жизни своего отца. Она решает отправиться в Спрингвуд и узнать больше о прошлом Крюгера. Трейси полна решимости сопровождать Мегги, и вскоре обе оказываются в Спрингвуде, который начал меняться к лучшему со времени их последнего визита, правда Трейси замечает, что люди в этом городе всё такие же странные, как и раньше. Девушки отправляются в городскую библиотеку, где они просят досье на семью Крюгер, но, как и следовало ожидать, оно пусто. Тогда новый библиотекарь, узнав что речь идёт о местной городской легенде, даёт Мегги альбом с информацией из школьных архивов — в его руках оказался тот самый альбом, сделанный руками Джона, который Мегги нашла в школе в свой прошлый приезд в Спрингуд. Выйдя из библиотеки у Мегги случается приступ, и она приносит с собой в реальность ленту для волосу девочки Элис, на которую напал Крюгер — первой жертвы Крюгера в феврале 1966 года. Тогда Мегги решает, что нужно навестить свой старый дом. Там у Мегги вновь случается видение — Крюгер убивает своего отчима, а затем появляются Демоны снов. В подвале, Мегги и Трейси находят логово Крюгера, находящееся в потайной комнате. Мегги понимает, что Фредди закопал труп в подвале — и как только она откапывает тело, особняк начинает рушиться.

### Выпуск №2
#2. «Тёмные гены, часть 2: Горящие предложения» (англ. Dark Genesis: Burnt Offerings)

### Альтернативный сюжет Энди Менгельса
#1. «Воспоминания о том, что следует забыть» (англ. Remembrances Of Things Best Forgotten)
Серия начинается со сцены в Муниципальном Суде Спрингвуда во время разбирательства по делу Крюгера. Разъярённые родители — среди которых лейтенанты Томпсон и Блокер — выслеживают Крюгера, освобождённого по формальным причинам. Облив маньяка бензином, линчеватели поджигают его, а затем смотрят, как в огне и агонии Крюгер умирает. Перед смертью Фредди клянётся, что он вернётся. И он не соврал. Дух изверга оказывается в странном месте, напоминающем эмбрион, в то время как останки спрятаны в багажнике старого кадиллака на автомобильной свалке. Тем временем, перчатка Фредди таинственным образом появляется на его руке, и он прокладывает путь прямиком в Ад!
#2. «Горящие предложения» (англ. Burnt Offerings)
Фредди сталкивает с таинственным демоном, который, очевидно, является Дьяволом, хотя он не уверен в этом. Демон проводит серию испытаний для Крюгера, по исходу которых Крюгер получает души всех 20 детей с улицы Вязов, которых он убил. Фредди буквально впитывает в себя души детей, который образуют уродливый орнамент на его груди вместе со страшными ожогами. Тем временем юная Ненси Томпсон поступает в школу, а лейтенант Томпсон в поисках улик прибывает на место смерти Крюгера — в бойлерную, куда маньяк затаскивал детей…
#3. «Дьявол и Фредди Крюгер» (англ. The Devil & Freddy Krueger)
Обретая силы в потустороннем мире, Фредди вторгается во сны родителей с улицы Вязов, когда-то линчевавших его. Мардж Томпсон борется со страхами при помощи выпивки, а семья Лейнов разрушается на глазах у их сына Рода. Лейтенант Томпсон всё ещё не может пережить то, что он и другие родители сделали с Крюгером, в то время как лейтенант Ти Блокер погибает таинственным образом прямо в кресле дантиста. Тем временем, Крюгер понимает, что его силы связаны с особняком № 1428, потому что в подвале именно этого дома спрятана его перчатка…
#4. «Призрачная жизнь» (англ. Phantom Living)
Фредди убивает отца Рода Лейна, когда тот засыпает за рулём, а Сара Кинкейд должна стать следующей жертвой. Тем временем, лейтенант Томпсон и его жена Мардж разводятся, не в силах смириться с прошлым. Фредди наконец понимает, как манипулировать действительностью и миром снов. Он является во сне мальчику по имени Джоуи Красел. Проснувшись, он так напуган, что становится немым. А через несколько ночей, Крюгер впервые вторгается во сны Тины Грей, Глена Ланца, Рода Лейна и Нэнси Томпсон. Кошмар начался…

## Кошмары на улице Вязов
Кроме официальной адаптации шестой части киносериала издательство выпустило серию комиксов «Кошмары на улице Вязов» (англ. Nightmares On Elm Street), состоявшую из 6 выпусков, героями которых стали Нэнси Томпсон (1 и 3 серии), Нил Гордон (3 серия), Джейкоб Джонсон (5 серия) и Элис Джонсон (4 и 5 серии), объединившиеся в борьбе с Фредди в его мире сновидений. Кроме того, в серии появляются Ден Джордан (4 и 5 серии), доктор Симмс и Воины снов. Действие серии происходят между событиями фильмов «Кошмар на улице Вязов 5: Дитя сна» и «Фредди мёртв. Последний кошмар».
Нэнси Томпсон всё ещё жива в Мире прекрасных снов! Теперь она борется с Фредди за спасение душ тех, кого погубил кровавый Спрингвудский потрошитель. Теперь с помощью Нила Гордона, она планирует раз и навсегда свергнуть правление ночных кошмаров Фредди Крюгера. Но какие планы у него на вернувшихся в родной город Элис Джонсон и её повзрослевшего сына Джейкоба? И как ко всему этому причастен новый загадочный маньяк убийца, объявившийся в Спрингвуде? Приготовьтесь к финальной битве Добра и Зла! Ваши любимые персонажи сериала вернулись в продолжение история о зловещем Фредди Крюгере. Вернулись в последний раз в его царство ночных кошмаров…

### Выпуск №1
#1. «Искренне Ваш… Фредди Крюгер» (англ. Yours Truly… Freddy Krueger)
История начинается с кошмара одной из героинь, Сибилл Хош: молодая женщина бредёт по лондонской улице, преследуемая, как ей кажется, Джеком-Потрошителем. Однако она помнит себя и свою подругу Нэнси, перед старым домом которой она вдруг оказалась. Вскоре перед ней возникает фигура мужчины, оказавшимся Фредди Крюгером. В этот момент девушка просыпается от кошмара — с ней рядом её муж Джеймс, который считает, что ночные кошмары снятся ей из-за её увлечения Джеком-Потрошителем. Однако Сибилл не понимает, почему ей снится дом её соседки по комнате, Нэнси Томпсон, с которой она училась в университете. Не найдя ей номер в телефонном справочнике, Сибилл звонит своей подруге Присцилле Мартин, однако та не общалась с Ненси уже очень давно. Тогда Сибилл звонит в Уэстен-Хиллс, и доктор Симмс рассказывает ей о таинственной смерти Нэнси три года назад (упоминая события фильма «Кошмар на улице Вязов 3: Воины сна»). Кроме того, доктор Симмс даёт ей номер Нила Гордона, который бросил лечебную практику и занялся изучением расстройств сна. Между тем Присцилла засыпает, и во сне Крюгер убивает девушку и её возлюбленную. Сибилл звонит Нилу и рассказывает о своих кошмарах — Нил пытается договориться о встрече, но в этот момент, рушится модель особняка № 1428, которую сделала Кристин Паркер — Сибилл засыпает и её вновь преследует Крюгер, убивший Джеймса. Однако на этот раз она не одна — Нэнси приходит ей на помощь, спасая от монстра из снов.

### Выпуск №2
#2. «Вечное зло» (англ. Eternal Evil)
Успев выяснить адрес Сибилл, Нил приезжает к ней и приводит девушку в сознание. Она рассказывает о том, что произошло во сне, а Нил поделился с нею историей о Крюгере. С помощью гипноза, Нил вводит себя и Сибилл в состояние транса, в котором они встречают призрак Нэнси, живущей в Прекрасном сне (англ. Beautiful Dream). После смерти матери и друзей, лейтенант Томпсон поместил девушку на лечение в психиатрическую клинику. После выздоровления, девушка училась в колледже и на практику отправилась в родной город Спрингвуд, где в больнице Уэстен-Хиллс, познакомилась с Нилом. Девушка пыталась помочь последним ребятам с улицы Вязов, но погибла сама. По словам Ненси, Кристин была столь сильна в сновидениях, что своими словами — «Я не дам тебе умереть. Мы уйдём в прекрасный сон. Навеки вечные.» — спасла душу Ненси, которая стала хранительницей снов. По словам Ненси, Фредди невозможно убить раз и навсегда, так он представляет вечное Зло. Но ему можно противостоять. Они отправляются в один из кошмаров, в котором Крюгер убивает доктора Симмс. Спасаясь от маньяка, Ненси, Нил и Сибилл оказываются в незнакомом месте — мире спокойствия, где живут души нерождённых детей. Один из них — светловолосая девочка — называет Сибилл мамой. В этот момент появляется Крюгер и начинает угрожать героям, но души детей разрывают Фредди на части. В этот момент Нил и Сибилл приходят в себя. Сибилл понимает, что ждёт ребёнка — отправившись в ванную, она видит сон наяву, точно также, как Элис Джонсон, когда была беременна — во сне на Сибилл нападает Джек Потрошитель.

### Выпуск №3
#3. «Незаконченная работа, Часть 1: Возвращение в Спрингвуд» (англ. Loose Ends, Part 1: Return To Springwood)
Элис Джонсон возвращается в родной город Спригвуд несколько лет спустя после своей последней битвы с Крюгером за душу её сына Джейкоба. Элис возвращается, чтобы уладить некоторые дела её недавно умершего отца Фреда Джонсона и узнаёт, что жизнь в Спрингвуде пришла в упадок. Дети и подростки таинственными образом погибают, однако выясняется, что Фредди здесь ни при чём: дети погибали, когда бодрствовали, жертв уже 12, ещё 8 человек пропало! В городе появился новый маньяк убийца, и Крюгер решает наконец разделаться с Элис и её сыном! Тем временем, бывшего врача психиатрической лечебницы Уэстен-Хиллс, Нила Гордона, впавшего в кому, также преследует в его снах Крюгер, но что-то мешает Фредди добраться до Нила. Ивон, подруга Элис, теперь ухаживает за Нилом, и рассказывает Элис, как произошло несчастье с Нилом: в ту ночь, когда Крюгер убил Сибилл, Нил заснул за рулём и попал в аварию. Смерть девушки объяснили эклампсией — осложнением в результате беременности. Между тем, Девонн, девушка с которой встретилась Элис рядом со своим домом, оказывается новым убийцей — она отдаёт души убитых Крюгеру, а тот не убивает. Во сне Крюгер нападает на Элис, и Джейкоб спасает её. Между тем, в реальности, Девонн приходит к Джейкобу, который просит её отвести его на кладбище, к отцу — Дэну Джордану.

### Выпуск №4
#4. «Незаконченная работа, Часть 2: Сказки мертвеца» (англ. Loose Ends, Part 2: Dead Men Telling Tales)

### Выпуск №5
#5. «Бум-бум! Серебряный молоточек Девонн» (англ. Bang, Bang! Devonne's Silver Hammer)

### Выпуск №6
#6. «И если смерть придёт ко мне во сне…» (англ. If I Should Die Before My Wake)